# Torneo Internazionale Stampa Sportiva
Il Torneo Internazionale Stampa Sportiva è stato uno dei primi veri tornei internazionali di calcio. Istituito nel 1908, precedette il più famoso Sir Thomas Lipton Trophy di un anno.
Il torneo, organizzato dal giornale La Stampa Sportiva di Torino, vide coinvolte sette squadre provenienti da Italia, Francia, Svizzera e Germania. Tutte le gare vennero disputate al Velodromo Umberto I di Torino.
Il formato prevedeva un torneo di qualificazione per le quattro squadre italiane (Ausonia, Juventus, Piemonte e Torino), che avrebbe poi definito la compagine che avrebbe partecipato al torneo vero e proprio, a cui prendevano parte gli svizzeri del Servette, i tedeschi del Freiburger e i francesi del Parisienne.
Il Servette vinse il torneo, superando in finale il Torino per 3-1.

## Risultati

### Torneo di qualificazione

#### Semifinali
| Torino 22 marzo 1908                                                                            | Juventus  | 4 – 1 (d.t.s.) | Piemonte | Velodromo Umberto I |
| \| \| \| \| \| Borel I ?’ Goccione ?’ Donna ?’ Brusa ?’ (aut.) \| Marcatori \| ?’ F. Berardo \| |           |                |          |                     |
|                                                                                                 |           |                |          |                     |
| Borel I ?’ Goccione ?’ Donna ?’ Brusa ?’ (aut.)                                                 | Marcatori | ?’ F. Berardo  |          |                     |

| Torino 29 marzo 1908 | Torino | 2 – 1 referto | Ausonia | Velodromo Umberto I |

#### Finale
La finale era prevista per il 5 aprile, ma venne sospesa dopo 15 minuti di gioco per impraticabilità di campo, in seguito a una violenta pioggia. L'incontro fu così annullato e rigiocato una settimana dopo.
| Torino 5 aprile 1908, ore 15:30 UTC+1 | Torino | – referto | Juventus | Velodromo Umberto I\| Arbitro: \| Meazza \| |
| Arbitro:                              | Meazza |           |          |                                             |

| Arbitro: | Dégerine |

|                            |           |          |
| Pozzi 15’ Debernardi I 15’ | Marcatori | 5’ Donna |

### Torneo finale

#### Semifinali
| Torino 19 aprile 1908 | Servette | 5 – 3 | Freiburger | Velodromo Umberto I |

| Torino 19 aprile 1908, ore 15:15 UTC+1                                 | Torino    | 4 – 0 (1-0) referto | Parisienne | Velodromo Umberto I (ca. 2000 spett.) |
| \| \| \| \| \| Squair 23’ Debernardi I ?’ (rig.) ?’ \| Marcatori \| \| |           |                     |            |                                       |
|                                                                        |           |                     |            |                                       |
| Squair 23’ Debernardi I ?’ (rig.) ?’                                   | Marcatori |                     |            |                                       |

#### Finale per il 3º posto
Juventus ripescata al posto del Freiburger, che si è ritirato dal torneo.
| Torino 20 aprile 1908                                    | Juventus  | 4 – 0 | Parisienne | Velodromo Umberto I |
| \| \| \| \| \| Borel I ?’ Goccione ?’ \| Marcatori \| \| |           |       |            |                     |
|                                                          |           |       |            |                     |
| Borel I ?’ Goccione ?’                                   | Marcatori |       |            |                     |

#### Finale
| Torino 20 aprile 1908, ore 17:00 UTC+1                                 | Servette  | 3 – 1 (2-1) referto | Torino | Velodromo Umberto I (ca. 2000 spett.) |
| \| \| \| \| \| Nett 15’ 17’ Henneberg I ?’ \| Marcatori \| ?’ Pozzi \| |           |                     |        |                                       |
|                                                                        |           |                     |        |                                       |
| Nett 15’ 17’ Henneberg I ?’                                            | Marcatori | ?’ Pozzi            |        |                                       |